# 1723 au Canada
Pour un article plus général, voir Chronologie du Canada.
Cet article traite des événements qui se sont produits durant l'année 1723 au Canada.

## Événements
- 9 mars, poursuite de la guerre anglo-wabanaki : le colonel Thomas Westbrook incendie un village, une chapelle et un fort abénakis inoccupés sur le Penobscot[1]. Les Abénakis mènent une douzaine de raids en Nouvelle-Angleterre[2].

- 15 mai : pose de la première pierre du Château de Vaudreuil à Montréal, par Louise-Élisabeth de Joybert, épouse du gouverneur Philippe de Rigaud de Vaudreuil[3] (fin des travaux en 1726).

- La construction de Église Notre-Dame-des-Victoires (Québec) est complétée par la chapelle sainte Geneviève.

## Naissances
- 13 janvier : Denis-Nicolas Foucault, administrateur colonial († 3 septembre 1807).
- 27 janvier : Charles-Henri-Louis d’Arsac de Ternay, officier militaire qui prit part à la campagne de Terre-Neuve en 1762 († 19 décembre 1780).
- 26 février : Hugh Palliser, gouverneur de Terre-Neuve († 9 mars 1796).
- 7 mai : Louis Dunière, homme politique († 31 mai 1806).
- 18 mai : Michel-Jean-Hugues Péan, militaire et administrateur colonial († 21 août 1782).
- 19 juillet : Jean-Marie Ducharme, traite des fourrures († 20 juillet 1807).
- Michel Chartier de Lotbinière, seigneur et ingénieur militaire († 1798).
- Louis-Thomas Jacquot, militaire († 1788).

## Décès
- 14 janvier : Jeanne-Françoise Juchereau de la Ferté de Saint-Ignace, religieuse de l'Hotel Dieu de Québec (° 1er mai 1650).
- 18 juillet : Joseph La Colombière, jésuite (° 1651).